# Rhynchospora oaxacana
Rhynchospora oaxacana là loài thực vật có hoa trong họ Cói. Loài này được Kral & W.W.Thomas miêu tả khoa học đầu tiên năm 1986.